# Ahlen
Ahlen je město v německém spolkovém státu Severní Porýní-Vestfálsko. Na konci roku 2013 mělo 51 766 obyvatel. Náleží do Zemského okresu Warendorf a je součástí vládního obvodu Münster. Součástí města jsou okolní vesnice Dolberg, Vorhelm a Tönnishäuschen. Největší sousední město je Hamm na jihozápadě.

## Sport
- Rot Weiss Ahlen – fotbalový klub[1]